# Мелекесский район
Мелеке́сский райо́н — административно-территориальная единица (административный район) и муниципальное образование (муниципальный район) в Ульяновской области России
Крупнейший по площади (3472,3 км²) район области, образован в 1928 году.

## География
На северо-западе граничит со Старомайнским районом, на западе — с Чердаклинским районом, на востоке — с Новомалыклинским районом Ульяновской области.
Район находится в левобережной части Ульяновской области и включает 55 населённых пунктов, в т.ч. два посёлка городского типа: Мулловка и Новая Майна. Центр района — город Димитровград.
Общая площадь сельскохозяйственных угодий 195,0 тысяч га. Сельское хозяйство специализируется на производстве зерновых культур, картофеля, мясомолочном животноводстве, птицеводстве. Вблизи города Димитровграда развито пригородное хозяйство.

## История
Мелекесский район образован 16 июля 1928 года в составе Ульяновского округа Средне-Волжской области, из части территории упразднённого Мелекесского уезда.
С 1929 года в составе Средневолжского края.
21 января 1929 года в состав района вошла территория упразднённого Николо-Черемшанского района.
С 1930 года, с упразднением Ульяновского округа, напрямую подчинен Средневолжскому краю.
С 1935 года — в Куйбышевском крае.
В январе 1935 году из территории района выделен Новомалыклинский район, Малокандалинский район и вновь образованный Николо-Черемшанский район.
С 1936 года — в Куйбышевской области.
С 19 января 1943 года вошел в состав новообразованной Ульяновской области.
2 ноября 1956 года в состав района вошла часть территории упраздненного Николо-Черемшанского района и территория упраздненного Тиинского района.
В 1957 году часть территории района была затоплена Куйбышевским водохранилищем, а сёла Сабакаево, Бирля, Ерыклинск и другие населённые пункты были перенесены на новые плащадки. Сёла Наяновка, Красный Яр, Кондаковка, Кротково-Городище, Согласие и другие населённые пункты были затоплены.
13 июля 2004 года посёлок Дачный вместе с посёлком Торфболото Мелекесского района вошли в границы муниципального образования «Город Димитровград».

## Население
| 1939    | 1989    | 2002    | 2009    | 2010    | 2011    | 2012    | 2013    | 2014    |
| ------- | ------- | ------- | ------- | ------- | ------- | ------- | ------- | ------- |
| 24 003  | ↗42 023 | ↘40 272 | ↘39 523 | ↘36 718 | ↘36 632 | ↘36 350 | ↘36 202 | ↘35 996 |
| 2015    | 2016    | 2017    | 2018    | 2019    | 2020    | 2021    | 2024    | 2025    |
| ↘35 746 | ↘35 307 | ↘34 684 | ↘34 018 | ↘33 017 | ↘32 161 | ↘30 682 | ↘29 193 | ↘28 611 |

### Урбанизация
В городских условиях (рабочие посёлки Мулловка и Новая Майна) проживают  35,26 % населения района.

### Национальный состав
Русские — 24 421 (66,9 %), татары — 5 295 (14,5 %), чуваши — 4 463 (12,2 %), мордва — 837 (2,3 %), другие — 4,1 %.

## Экономика
Мелекесский район является бессменным лидером Ульяновской области по намолоту зерна. В 2020 году урожай зерна превысил 300 тысяч тонн и составил 309,5 тыс. тонн. (На втором месте среди муниципальных районов области Чердаклинский район — более 226 тысяч тонн зерна собрал этот район.)

## Административное деление
Мелекесский административный район в рамках административно-территориального устройства области делится на 2 поселковых округа и 6 сельских округов.
Одноимённый муниципальный район включает два городских и шесть сельских поселений.
Поселковые округа соответствуют городским поселениям, сельские округа — сельским поселениям.
| № | Муниципальное образование             | Админ. центр                 | Количество населённых пунктов | Население (чел.) | Площадь (км²) |
| - | ------------------------------------- | ---------------------------- | ----------------------------- | ---------------- | ------------- |
| 1 | Мулловское городское поселение        | рабочий посёлок Мулловка     | 3                             | ↘5238            | 309,02        |
| 2 | Новомайнское городское поселение      | рабочий посёлок Новая Майна  | 6                             | ↘5831            | 238,85        |
| 3 | Лебяжинское сельское поселение        | село Лебяжье                 | 7                             | ↘3684            | 407,65        |
| 4 | Николочеремшанское сельское поселение | село Никольское-на-Черемшане | 4                             | ↗2219            | 393,71        |
| 5 | Новосёлкинское сельское поселение     | посёлок Новосёлки            | 8                             | ↗4722            | 542,45        |
| 6 | Рязановское сельское поселение        | село Рязаново                | 8                             | ↘3255            | 519,09        |
| 7 | Старосахчинское сельское поселение    | село Старая Сахча            | 9                             | ↗1741            | 470,91        |
| 8 | Тиинское сельское поселение           | село Тиинск                  | 10                            | ↘3992            | 590,62        |

## Населённые пункты
В районе находятся 55 населённых пунктов:
| №  | Населённый пункт        | Тип             | Население | Муниципальное образование             |
| -- | ----------------------- | --------------- | --------- | ------------------------------------- |
| 1  | Аврали                  | деревня         | ↘296      | Лебяжинское сельское поселение        |
| 2  | Александровка           | село            | ↗812      | Рязановское сельское поселение        |
| 3  | Аллагулово              | село            | ↘508      | Лебяжинское сельское поселение        |
| 4  | Аппаково                | село            | ↘221      | Старосахчинское сельское поселение    |
| 5  | Березовка               | посёлок         | 2         | Мулловское городское поселение        |
| 6  | Бирля                   | село            | ↘161      | Рязановское сельское поселение        |
| 7  | Боровка                 | село            | ↘263      | Старосахчинское сельское поселение    |
| 8  | Бригадировка            | село            | ↘469      | Старосахчинское сельское поселение    |
| 9  | Верхний Мелекесс        | село            | ↘588      | Новомайнское городское поселение      |
| 10 | Видный                  | посёлок         | 299       | Новосёлкинское сельское поселение     |
| 11 | Вишенка                 | село            | ↘210      | Рязановское сельское поселение        |
| 12 | Воля                    | посёлок         | 94        | Рязановское сельское поселение        |
| 13 | Дивный                  | посёлок         | 1008      | Рязановское сельское поселение        |
| 14 | Дубравка                | село            | 68        | Рязановское сельское поселение        |
| 15 | Ежевичный               | посёлок         | 0         | Тиинское сельское поселение           |
| 16 | Ерыклинск               | село            | ↘629      | Николочеремшанское сельское поселение |
| 17 | Заречная Слобода        | посёлок         | 19        | Новомайнское городское поселение      |
| 18 | Кипрей                  | посёлок         | 182       | Николочеремшанское сельское поселение |
| 19 | Ковыльный               | посёлок         | 323       | Новосёлкинское сельское поселение     |
| 20 | Куликовка               | деревня         | ↘158      | Лебяжинское сельское поселение        |
| 21 | Курлан                  | посёлок         | 26        | Старосахчинское сельское поселение    |
| 22 | Лебяжье                 | село            | ↘1032     | Лебяжинское сельское поселение        |
| 23 | Лесная Васильевка       | село            | ↘79       | Тиинское сельское поселение           |
| 24 | Лесная Хмелевка         | село            | ↘999      | Тиинское сельское поселение           |
| 25 | Лесной                  | посёлок         | 261       | Мулловское городское поселение        |
| 26 | Лопата                  | деревня         | 14        | Николочеремшанское сельское поселение |
| 27 | Моисеевка               | село            | ↘400      | Новосёлкинское сельское поселение     |
| 28 | Мордово-Озеро           | село            | ↘324      | Новосёлкинское сельское поселение     |
| 29 | Мулловка                | рабочий посёлок | ↘5029     | Мулловское городское поселение        |
| 30 | Некрасово               | посёлок         | 23        | Старосахчинское сельское поселение    |
| 31 | Никольское-на-Черемшане | село            | ↘1640     | Николочеремшанское сельское поселение |
| 32 | Новая Майна             | рабочий посёлок | ↘5059     | Новомайнское городское поселение      |
| 33 | Новая Сахча             | село            | ↘93       | Старосахчинское сельское поселение    |
| 34 | Новосёлки               | посёлок         | ↘2871     | Новосёлкинское сельское поселение     |
| 35 | Приморское              | село            | ↘349      | Лебяжинское сельское поселение        |
| 36 | Просторы                | посёлок         | 294       | Новосёлкинское сельское поселение     |
| 37 | Рассвет                 | разъезд         | 0         | Тиинское сельское поселение           |
| 38 | Русский Мелекесс        | село            | ↘953      | Тиинское сельское поселение           |
| 39 | Рязаново                | село            | ↗1511     | Рязановское сельское поселение        |
| 40 | Сабакаево               | село            | ↘1623     | Лебяжинское сельское поселение        |
| 41 | Слобода-Выходцево       | село            | ↘606      | Тиинское сельское поселение           |
| 42 | Старая Сахча            | село            | ↘939      | Старосахчинское сельское поселение    |
| 43 | Старый Письмирь         | село            | ↘63       | Старосахчинское сельское поселение    |
| 44 | Степная Васильевка      | село            | ↘421      | Лебяжинское сельское поселение        |
| 45 | Терентьевка             | село            | ↘294      | Тиинское сельское поселение           |
| 46 | Тиинск                  | село            | ↘1367     | Тиинское сельское поселение           |
| 47 | Тиинск                  | разъезд         | 0         | Тиинское сельское поселение           |
| 48 | Тинарка                 | село            | ↘275      | Тиинское сельское поселение           |
| 49 | Труженик                | посёлок         | 96        | Новомайнское городское поселение      |
| 50 | Уткин                   | посёлок         | 305       | Новосёлкинское сельское поселение     |
| 51 | Филипповка              | село            | ↗730      | Новосёлкинское сельское поселение     |
| 52 | Чёрная Речка            | посёлок         | 297       | Новомайнское городское поселение      |
| 53 | Чувашский Сускан        | село            | ↘261      | Рязановское сельское поселение        |
| 54 | Щербаковка              | посёлок         | 84        | Новомайнское городское поселение      |
| 55 | Юданово                 | посёлок         | 62        | Старосахчинское сельское поселение    |

## Известные люди
См. статью: Родившиеся в Мелекесском районе
- Вадин, Яков Максимович — Герой Социалистического Труда, комбайнёр совхоза «Правда», п. Дивный[32][33].
- Леонтьева Валентина Михайловна — диктор ЦТ, телеведущая, Народная артистка СССР.
- Праведнов, Виктор Фёдорович — советский государственный и политический деятель. Родился в с. Кондаковка (затоплена в 1957 г.).
- Ухов, Валентин Петрович (1908—1957) — советский военачальник, генерал-майор авиации. Во время ВОВ некоторое время был непосредственным командиром «сына Вождя» Василия Сталина.
- Чебуркин, Иван Николаевич (1911—1977) — полный кавалер ордена Славы, чемпион СССР в марафоне.
- Шамуков, Абдулла Рухуллович (1909—1981) — актёр театра, народный артист СССР (1980).
- Туишев, Файзулла Кабирович (1884—1958) — гармонист-виртуоз, первый татарский профессиональный гармонист, народный артист ТАССР (1929).

## Руководители района
- Газиз Загрукович Мавзютов — первый секретарь РК КПСС (1964—1982)
- В. Н. Кошкин (с 1982 — ?)

## СМИ
Выходила газета «Мелекесская нива».

## Достопримечательности
- В 1,5 км к западу от Мулловки сохранился исторический памятник — участок земляного вала Закамской засечной черты длиной 1 км.
- Недалеко от Мулловки находится памятник природы Реликтовые леса.
- Борок (остров) — памятник природы.
- Родники Мелекесского района[35].
- Вишенская степь с колонией диких пчелиных — ООПТ[36]
- Лесополоса Генко — ООПТ Ульяновской области.
- Казанско-Богородицкая церковь (Никольское-на-Черемшане)
- Михайло-Архангельская церковь (Бирля)